# Papiernia (Końskie)
Pour les articles homonymes, voir Papiernia.
Papiernia est une localité polonaise de la gmina de Fałków, située dans le powiat de Końskie en voïvodie de Sainte-Croix.